# Robert Vaden
Pour les articles homonymes, voir Vaden.
Robert Anthony Vaden, né le 3 mars 1985 à Indianapolis, dans l'Indiana, est un joueur américain de basket-ball.